# Pomník obětem katastrofy na dole Nelson
Pomník obětem katastrofy na dole Nelson stojí na okraji Oseka, směrem ke Hradu Osek (okres Teplice, Ústecký kraji). Od roku 1964 je chráněn jako kulturní památka a od roku 1978 jako národní kulturní památka.

## Historie
Pomník byl vytvořen v roce 1935 sochařem Karlem Pokorným podle návrhu architekta Josefa Gruse. Připomíná oběti katastrofy na dole Nelson III, ke které došlo 3. ledna 1934. Tehdy se po výbuchu zřítily budovy dolu na povrchu a v podzemí se rozšířil požár. Jeho šíření bylo zamezeno až zazděním větracích jam. Celkem zde zahynulo 144 osob – 140 horníků v dole, dvě osoby v troskách a poslední dvě osoby při záchranných a vyklízecích pracích. Ty trvaly 5 let. V současné době je u něho zároveň poslední zastavení NS Přírodou a dějinami Oseka.

## Popis
Jedná se o sousoší, která má představovat truchlící rodiče mrtvého horníka.